# My Hero Academia: Two Heroes
My Hero Academia: Two Heroes (僕のヒーローアカデミア THE MOVIE ～２人の英雄ヒーロー～?, Boku no Hīrō Academia THE MOVIE: Futari no Hīrō) è un film del 2018 diretto da Kenji Nagasaki. È il primo film anime ispirato alla serie manga ed anime My Hero Academia di Kōhei Horikoshi. Il film fu proiettato per la prima volta all'Anime Expo il 5 luglio 2018 e uscì nelle sale giapponesi il 3 agosto dello stesso anno. La storia narrata è collocabile tra la seconda e la terza stagione: il ventesimo episodio della terza stagione funge da prequel agli eventi narrati nel film.

## Trama
All Might è invitato a un viaggio estivo su "I-Island", un'isola artificiale in cui i migliori scienziati del mondo risiedono e svolgono ricerche su Quirks, e porta con sé come suo ospite Izuku e gli ricorda di non rivelare al suo caro amico, ex partner e rinomato scienziato, il professor David Shield, il segreto del loro Quirk condiviso: One for All. Dopo il loro arrivo, vengono accolti da Melissa Shield, la figlia di David e una studentessa dell'accademia dell'isola che spera di diventare una scienziata proprio come suo padre. Dopo una riunione con David, All Might si stanca e si trasforma nella sua forma depotenziata. Eseguendo i test, David si rende conto che il quirk di All Might è quasi esaurito. Nel frattempo, Melissa guida Midoriya per l'isola e si imbattono in Yaoyorozu, che era stata invitata sull'isola e ha portato Uraraka e Jirō come sue ospiti. Successivamente si imbattono in Iida, Todoroki, e Kirishima, in quanto i tre sono stati invitati e Bakugō ha portato con sé Kirishima. Viene anche rivelato che Mineta e Kaminari si trovano sull'isola lavorando come camerieri. Dopo aver trascorso la giornata godendosi i vari eventi dell'isola, Melissa invita Mineta e Kaminari a unirsi a loro in una festa formale alla quale tutti gli altri erano invitati.
Prima della festa, Melissa rivela a Midoriya di essere nata senza Quirk. Capisce anche che il suo Quirk è simile a quello di All Might e gli dà un guanto che ha progettato che gli consente di non farsi male quando usa i suoi poteri al 100%. Nel frattempo, Wolfram, un misterioso villain arrivato in precedenza sull'isola, prende il controllo del sistema di sicurezza dell'isola durante la festa e minaccia di uccidere i suoi residenti. Immobilizza anche tutti i pro-hero presenti, incluso All Might, e prende in ostaggio David e il suo assistente Sam per entrare nella volta dell'isola. Essendo arrivati in ritardo, Izuku, Melissa, Iida, Todoroki, Yaoyorozu, Uraraka, Jirō, Mineta e Kaminari non vengono catturati e, per riprendere il controllo del sistema di sicurezza, decidono di accedervi raggiungendo il 200 ° piano dell'edificio in cui è ospitata la festa. Allo stesso tempo, Bakugō e Kirishima si perdono mentre si recano alla festa e iniziano a vagare per l'edificio senza rendersi conto della situazione.
Dopo che gli studenti hanno raggiunto l'80 ° piano, Wolfram e il suo team diventano consapevoli della loro presenza e tentano di fermarli. Mentre si nascondono in una stanza, il gruppo tenta di fuggire da due dei nemici fino a quando Bakugō e Kirishima incrociano accidentalmente dei sentieri con loro e si impegnano in una battaglia. Todoroki aiuta gli altri a scappare a un piano più alto e si unisce a Bakugō e Kirishima nella loro lotta. Mineta usa il suo Quirk per salire sulla torre e scendere una scala per consentire agli altri di arrampicarsi con lui. Gli uomini di Wolfram inviano un esercito di robot sentinella da entrambi i gruppi di studenti, che rendono inabile Kaminari. Iida, Yaoyorozu, Jirō e Mineta si difendono dai robot mentre Midoriya, Uraraka e Melissa si dirigono verso la cima della torre. Tentando di raggiungere la cima, Uraraka usa il suo Quirk per far fluttuare Izuku e Melissa più vicino alla stanza della sicurezza. Proprio mentre Uraraka sta per essere attaccata da altri robot, Bakugō, Todoroki e Kirishima arrivano per salvarla. Tutti e quattro combattono i robot mentre Midoriya e Melissa si fanno strada fino in cima.
In cima alla torre, scoprono David e Sam nella volta mentre prendono una valigia, e viene rivelato che David e Sam hanno orchestrato gli eventi della notte con attori al fine di rubare la loro più grande invenzione: un auricolare che massimizza il potere del Quirk di una persona. I finanziatori decisero che era troppo pericoloso, e portarono via la loro invenzione per non farla finire nelle mani sbagliate. Decidendo che All Might ne aveva bisogno per rimanere un eroe e proteggere il mondo, David decise di riavere la sua invenzione. Wolfram arriva, immobilizza David e rivela di esser un vero villain e non un attore. Sam quindi tradisce David e dà a Wolfram la valigia, rivelando che ha lavorato con Wolfram per assicurarsi di poter vendere l'invenzione e raggiungere fama e fortuna. Tuttavia, Wolfram spara a Sam dopo aver preso la valigia e David viene ferito nel tentativo di salvare la vita di Sam.
Prima che Wolfram possa uccidere Melissa, Izuku si libera per combatterlo. Wolfram usa il suo Quirk per controllare il metallo per trattenerlo e scappa sul tetto, dopo aver rapito David in modo da poter fare più copie dell'invenzione. Midoriya corre sul tetto e tenta di impedire a Wolfram di decollare in elicottero con David, ma fallisce e cade dall'elicottero. Melissa riprende anche il controllo del sistema di sicurezza, liberando gli hero e disabilitando i robot. All Might, ora liberato, corre sul tetto e impedisce all'elicottero di decollare. Wolfram, in un ultimo tentativo, usa l'invenzione per amplificare il suo potere e inizia a superare un All Might già stanco, creando un corpo gigante composto da parti metalliche e detriti che intrappolano David al suo interno. Superato All Might in forza con un altro quirk, gli rivela di essere in combutta con All For One, che gli ha dato un Quirk aggiuntivo e ha contribuito a alimentare la caduta di David nel tentativo di demoralizzare All Might. Il resto degli studenti arriva presto sul tetto per aiutare All Might e Izuku che lavorano insieme per finire la lotta. I due lanciano un pugno finale insieme che alla fine è abbastanza forte da sconfiggere Wolfram e liberare David. Mentre il sole sorge, David e All Might riflettono su come Melissa e Izuku saranno la prossima generazione di eroi e su come il mondo sarà in buone mani anche dopo la scomparsa del Quirk di All Might.
Durante i titoli di coda, vengono mostrate le scene degli studenti e All Might che si godono un barbecue sull'isola dopo la loro vittoria con il resto degli studenti della loro classe di classe 1-A, che erano anche su I-Island quando accaddero gli eventi del film. Melissa visita anche David, che ora è in ospedale per riprendersi mentre la polizia veglia su di lui.

## Produzione
L'11 dicembre 2017, Weekly Shōnen Jump annunciò che My Hero Academia avrebbe ispirato un film nel 2018. Horikoshi, creatore della serie, ha supervisionato il film. La direzione del film è affidata a Kenji Nagasaki mentre Yōsuke Kuroda ha curato la sceneggiatura. Il lungometraggio è stato prodotto da Toho. Il titolo del film e la data di pubblicazione sono stati rivelati all'AnimeJapan del 25 marzo 2018.

## Distribuzione
Dopo l'uscita nelle sale giapponesi, il film è uscito negli Stati Uniti e in Canada il 25 settembre 2018 per Funimation. Il film è stato distribuito nei cinema italiani dalla Nexo Digital su licenza Dynit il 23 e 24 marzo 2019.

## Accoglienza

### Critica
Il film ha ricevuto ampi elogi e consensi da parte della critica. Sul sito Rotten Tomatoes il film ha una percentuale di gradimento del 100% basato su sole 8 recensioni.

## Sequel
Nel luglio 2019, durante l'Anime Expo 2019, viene annunciato il titolo di un secondo lungometraggio: My Hero Academia: Heroes Rising, uscito nelle sale giapponesi il 20 dicembre 2019.